# Sarovo
Sarovo – wieś w Chorwacji, w żupanii karlowackiej, w gminie Generalski Stol. W 2011 roku liczyła 11 mieszkańców.